# 天津内环线
天津内环线，全长15.21公里，路面宽度为40米，设计车速每小时60公里，共建有2座立交桥，是一个围绕天津市区的环城道路系统。

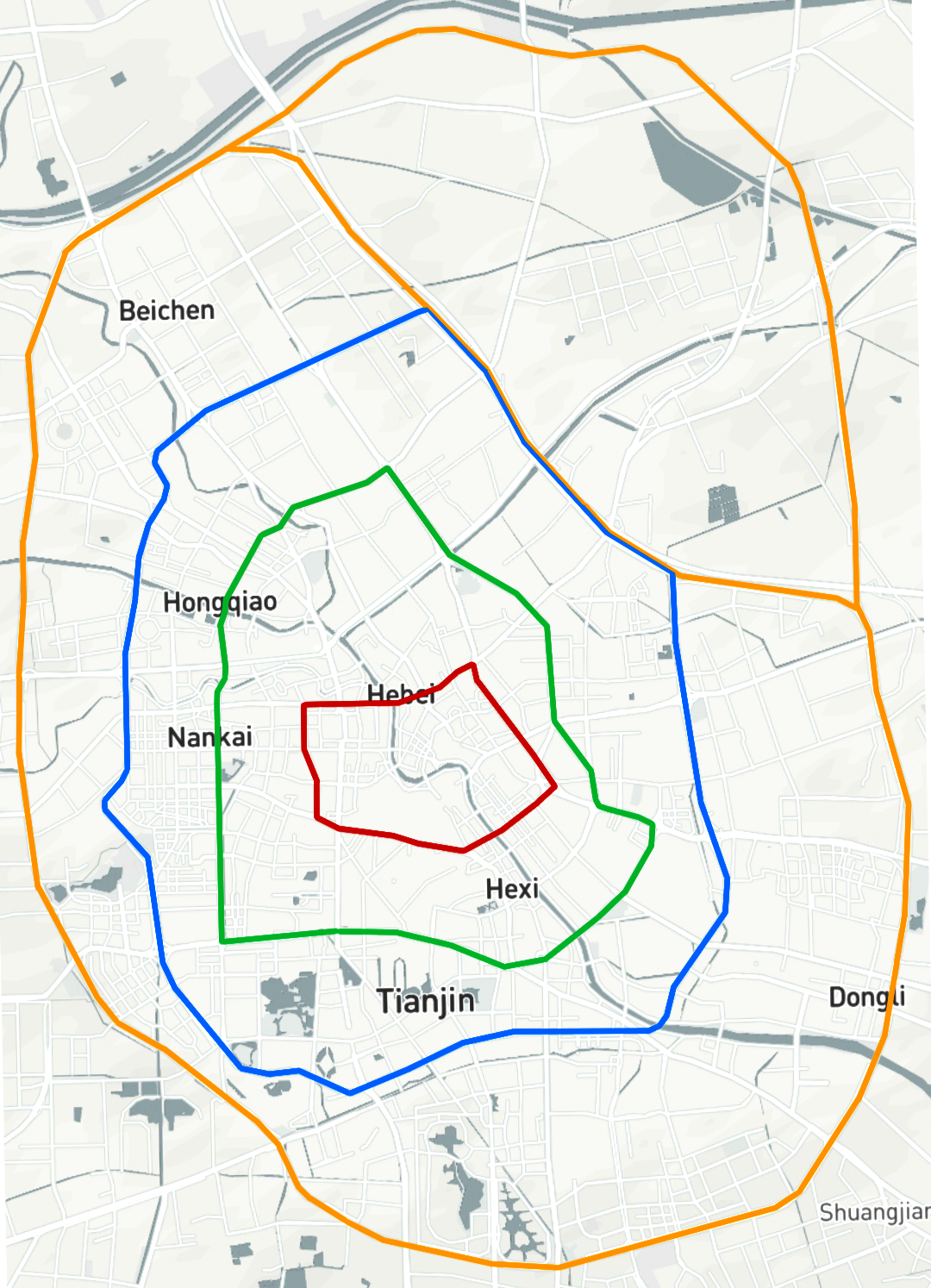
天津内环线

内环线途径很多主要干道和商业中心如南京路-海光寺商业街，滨江道商业街，小白楼商业街，大胡同批发市场等，从狮子林桥顺时针方向依次经过狮子林大街、新开路、十一经路、曲阜道、南京路、南开三马路、西马路、北马路、通北路。因为内环线不是封闭道路且周边商业设施众多，因此交通拥堵现象一直很严重，尤其是十一经路-曲阜道-南京路沿线以及东北角地区更为严重。沿途还有天津地铁一号线和天津地铁二号线。